# Loes den Hollander
Loes den Hollander (Nijmegen, 1948) is een Nederlandse schrijfster van literaire thrillers.

## Levensloop
Den Hollander begon als achtjarige met schrijven. Aanvankelijk gedichtjes, later korte columns, daarna korte verhalen. Haar werk werd voor het eerst gepubliceerd toen ze tien was. Nadat ze in 2001 een verhalenwedstrijd van Libelle had gewonnen, begon ze serieus na te denken over een carrière als schrijfster. Zij sloot in 2006 haar werk als directeur van een gezondheidsinstelling af, en in datzelfde jaar debuteerde zij met de literaire thriller Vrijdag. Tot dusver verschenen er van haar hand negenentwintig thrillers, een roman, drie bundels met korte verhalen en drie novelles. Van haar boeken zijn in totaal al meer dan een miljoen exemplaren verkocht. In 2013 werd zij door de CPNB gevraagd de geschenknovelle voor de Maand van het Spannende Boek te schrijven. In 2021 werd de MAX Gouden Vleermuis voor haar hele oeuvre aan het toegekend.

### Privé
In maart 2018 werd bekend dat Den Hollander was getroffen door een hersenaneurysma en opgenomen was in het AMC. Dit werd bekendgemaakt op haar eigen website en Facebookpagina. Als ze na ruim een jaar na revalidatie weer is hersteld werd het boek ‘ Mij zie je niet’ waarmee ze al begonnen was uitgegeven.